# Dom DeLuise
Pour les articles homonymes, voir DeLuise.
Dom DeLuise est un acteur, réalisateur et producteur américain né le 1er août 1933 à Brooklyn (New York) et mort le 4 mai 2009 à Santa Monica (Californie).
Il est célèbre pour ses rôles fantasques dans les comédies de Mel Brooks telles Le shérif est en prison, La Folle Histoire du monde et La Folle Histoire de l'espace, ainsi que dans la deuxième série L'Homme à la Rolls. Il a également prêté sa voix à de nombreux films et séries d'animation parmi lesquels  Brisby et le Secret de NIMH, Fievel et le Nouveau Monde, Oliver et Compagnie et Charlie.

## Biographie

### Jeunesse et études
Dominick DeLuise naît le 1er août 1933 à Brooklyn (New York) de parents originaires du village de Spinoso près de Potenza en Italie. Son père, John DeLuise, est employé de la voirie, sa mère, Vincenza DeStefano, femme au foyer. Il est le benjamin d'une fratrie de trois enfants après Nicholas et Antoinette. Après des études à la Manhattan's High School of Performing Arts, il s'inscrit à l'université Tufts de Medford (Massachusetts), où il suit des études de biologie.

### Carrière
Il fait ses débuts sur scène à 18 ans dans la pièce Bernie's Christmas Wish où il interprète le rôle principal : Bernie le chien.

### Mort
Souffrant de diabète, Dom DeLuise meurt d'insuffisance rénale le 4 mai 2009 au Saint John's Health Center de Santa Monica (Californie), à l'âge de 75 ans.

### Vie privée
Dom DeLuise épouse l'actrice Carol Arata (1935-2020) dite Carol Arthur en 1965. Le couple a trois garçons : Peter (né en 1966), Michael (né en 1969) et David (né en 1971), tous trois devenus acteurs.

## Filmographie

### Cinéma
- 1964 : Diary of a Bachelor (en) : Marvin Rollins
- 1964 : Point limite (Fail-Safe) de Sidney Lumet :TSgt. Collins
- 1966 : La blonde défie le FBI : Julius Pritter
- 1967 : The Busy Body : Kurt Brock
- 1968 : L'Intrus magnifique : J. Gardner Monroe
- 1970 : Le Mystère des douze chaises de Mel Brooks : le père Fyodor
- 1970 : Norwood : Bill Bird
- 1972 : Every Little Crook and Nanny (en) : Azzecca
- 1974 : Le shérif est en prison de Mel Brooks : Buddy Bizarre
- 1975 : Le Frère le plus futé de Sherlock Holmes de Gene Wilder : Eduardo Gambetti
- 1976 : La Dernière Folie de Mel Brooks de Mel Brooks : Dom Bell
- 1977 : Drôle de séducteur : Adolph Zitz
- 1978 : Sextette de Ken Hughes : Dan Turner
- 1978 : Suicidez-moi docteur : Marlon Borunki
- 1978 : Le Privé de ces dames : Pepe Damascus
- 1979 : Les Muppets, le film : Bernie
- 1979 : Hot Stuff (en) : Ernie Fortunato - également réalisateur
- 1980 : Fatso (en) : Dominick DiNapoli
- 1980 : The Last Married Couple in America : Walter Holmes
- 1980 : Wholly Moses! (en) : Shadrach
- 1980 : Tu fais pas le poids, shérif ! : Doc
- 1981 : La Folle Histoire du monde de Mel Brooks : Jules César
- 1981 : L'Équipée du Cannonball : Victor Prinzim / Captain Chaos
- 1981 : Pelle Svanslös : Voice in English language version
- 1982 : Brisby et le Secret de NIMH : Jeremy (voix)
- 1982 : La Cage aux poules : Melvin P. Thorpe
- 1984 : Cannonball 2 : Victor Prinzim / Captain Chaos / Don Canneloni
- 1984 : Johnny le dangereux : The Pope
- 1986 : Nuit de noce chez les fantômes : Aunt Kate
- 1986 : Fievel et le Nouveau Monde : Tiger (voix)
- 1987 : Un tassinaro a New York : Captain T. Favretto
- 1987 : La Folle Histoire de l'espace de Mel Brooks : Pizza the Hutt (voix)
- 1987 : Mon aventure africaine : Big Bad Joe
- 1988 : Oliver et Compagnie : Fagin (voix)
- 1989 : The Princess and the Dwarf
- 1989 : Charlie : Itchy Itchiford (voix)
- 1990 : Loose Cannons : Harry  Gutterman
- 1991 : Sacré Sale Gosse (Dutch) : M.. B
- 1991 : Fievel au Far West : Tiger (voix)
- 1992 : Munchie (en) : Munchie (voix)
- 1992 : Pico et Columbus : Le Voyage magique : Christopher Columbus (voix)
- 1992 : En cloque mais pas trop : Doctor Beckhard
- 1993 : The Skateboard Kid : Rip (voix)
- 1993 : Blanche-Neige et le Château hanté : le miroir magique (voix)
- 1993 : Sacré Robin des Bois de Mel Brooks : Don Giovanni
- 1994 : Le Silence des jambons : Dr Animal Cannibal Pizza
- 1994 : Le Lutin magique : Stanley (voix)
- 1996 : Red Line (en) : Jerry
- 1996 : Charlie 2 : Itchy Itchiford (voix)
- 1997 : Killer per caso (en) : le Juge
- 1998 : Charlie, le conte de Noël : Itchy (voix)
- 1998 : Sabrina, l'apprentie sorcière : Mortimer
- 1998 : La Légende de Brisby : Jeremy (voix)
- 1998 : Fievel et le Trésor perdu : Tiger (voix)
- 1999 : P'tits Génies : Lenny
- 1999 : Fievel et le Mystère du monstre de la nuit : Tiger (voix)
- 2000 : Le Lion d'Oz : Oscar Diggs alias le Magicien d'Oz (voix)
- 2000 : The Brainiacs.com (en) : Ivan Lucre
- 2001 : Always Greener (en)
- 2001 : My X-Girlfriend's Wedding Reception (en) : Father O'Rdeal
- 2002 : It's All About You (en)
- 2003 : Remembering Mario : Mario (voix)
- 2004 : Girl Play : Gabriel
- 2004 : Breaking the Fifth : Flealand Cunchulis

### Télévision

#### Téléfilms
- 1971 : Qui est Harry Kellerman ? : Irwin Marcy
- 1972 : Evil Roy Slade (en) : Logan Delp
- 1974 : Only with Married Men (en) : Murray West
- 1977 : Diary of a Young Comic (en)
- 1983 : Happy : Roger Hanover - également producteur
- 1990 : Die Laughing (en)
- 1991 : Timmy's Gift: Precious Moments Christmas : Nicodemus (voix)
- 1994 : Nuits de Chine de Woody Allen : le père Drobney
- 1995 : Tin Soldier (en) : M.. Fallon
- 1996 : Shari's Passover Surprise : Dom
- 1997 : Boys Will Be Boys : Chef - également réalisateur
- 1998 : The Godson (en), de Bob Hoge : The Oddfather

#### Séries télévisées
- 1966 : The Dean Martin Summer Show (en) : invité régulier
- 1968 : The Dom DeLuise Show : présentateur
- 1970 : Kraft Music Hall Presents: The Des O'Connor Show (en) : invité régulier
- 1972 : Roman Holidays : M.. Evictus (voix)
- 1973 : Lotsa Luck (en) : Stanley Belmont
- 1985 : Histoires fantastiques, épisode Guild Trip
- 1987-1988 : The Dom DeLuise Show : Dom
- 1991 : Candid Camera (en) : présentateur
- 1992 : Les Aventures de Fievel au Far West : Tiger (voix)
- 1993-1995 : Ren et Stimpy : Big Kahuna (voix)
- 1994-1995 : L'Homme à la Rolls : Vinnie Piatte
- 1996 : Tous les chiens vont au paradis : différentes voix
- 1998 : The Charlie Horse Music Pizza (en) : Cookie the Cook
- 2000 : Stargate SG-1 (ép. 3.16) : Urgo

## Distinctions
- Hollywood Walk of Fame : étoile inaugurée le  6 mai 1985 devant le 1765 N. Vine Street.

### Récompenses
- Festival du film de Taormine 1980 : Meilleur acteur pour Fatso (en)
- Razzie Awards 1987 : Pire second rôle féminin pour Nuit de noce chez les fantômes

### Nominations
- Photoplay Awards 1973 : Vedette de variétés
- Golden Globes 1974 : Meilleur acteur dans une série télévisée musicale ou comique pour Lotsa Luck (en)
- Photoplay Awards 1974 : Vedette de variétés
- Photoplay Awards 1975 : Vedette de variétés
- Daytime Emmy Awards 1992 : Meilleur présentateur de jeu télévisé pour Candid Camera (en)
- Daytime Emmy Awards 1999 : Meilleur interprète dans un programme d'animation pour Tous les chiens vont au paradis

## Voix françaises
En France
- Alain Dorval dans :
  - Fievel et le Nouveau Monde (voix)
  - Fievel au Far West (voix)
  - Fievel et le Trésor perdu (voix)
  - Fievel et le Mystère du monstre de la nuit (voix)

- Jacques Ferrière dans :
  - Drôle de séducteur
  - La Cage aux poules
  - Cannonball 2

- William Sabatier dans :
  - Les Muppets, le film
  - Cannonball 2
  - Sacré Robin des Bois

- Henry Djanik dans :
  - Le Mystère des douze chaises
  - La Folle Histoire de l'espace

- Roger Carel dans :
  - Le Frère le plus futé de Sherlock Holmes
  - La Folle Histoire du monde

- Jacques Balutin dans :
  - Brisby et le Secret de NIMH (voix)
  - La Légende de Brisby (voix)

- Philippe Dumat dans :
  - Oliver et Compagnie (voix)
  - L'Homme à la Rolls (série télévisée)

- Jacques Frantz dans :
  - Charlie (voix)
  - Charlie 2 (voix)

Et aussi
- Pierre Collet dans Point limite
- Michel Roux dans La blonde défie le FBI
- Jérôme Wiggins dans Le Muppet Show[2] (série télévisée, 2d doublage)
- Albert de Médina dans Le Privé de ces dames
- Jean Michaud dans Tu fais pas le poids, shérif ! (1er doublage)
- Alain Flick dans Tu fais pas le poids, shérif ! (2d doublage)
- Pierre Trabaud dans L'Équipée du Cannonball
- Claude Nicot dans Nuit de noce chez les fantômes
- Yves Barsacq dans Blanche-Neige et le Château hanté (voix)
- Richard Darbois dans Les Aventures de Fievel au Far West (voix)
- Roger Lumont dans Le Silence des jambons
- Patrick Préjean dans Charlie, le conte de Noël (voix)
- Jean-Claude Sachot dans P'tits Génies

Au Québec
- Guy Nadon dans Le Lutin magique (voix)
- Denis Mercier dans Le Lion d'Oz (voix)